# Dolichopeza (Nesopeza) ridibunda
Dolichopeza (Nesopeza) ridibunda is een tweevleugelige uit de familie langpootmuggen (Tipulidae). De soort komt voor in het Oriëntaals gebied.